# Atletica leggera ai Giochi della XXVIII Olimpiade - Marcia 20 km femminile

Video della gara

La prova di marcia 20 km ha fatto parte del programma di atletica leggera femminile ai Giochi della XXVIII Olimpiade.

## Presenze ed assenze delle campionesse in carica
| Competizione      | Atleta            | Prestazione | Atene 2004 |
| ----------------- | ----------------- | ----------- | ---------- |
| Olimpiadi 2000    | Wang Liping       | 1h29'05”    | Presente   |
| Commonwealth 2002 | Jane Saville      | 1h36'34”    | Presente   |
| Europei 2002      | Olimpiada Ivanova | 1h26'42”    | Presente   |
| Asiatici 2002     | Wang Qingqing     | 1h33'40”    | Non selez. |
| Panamericani 2003 | Victoria Palacios | 1h35'16”    | Presente   |
| Mondiali 2003     | Elena Nikolaeva   | 1h26'52”    | Presente   |
| Coppa del mondo   | Elena Nikolaeva   | 1h27'24"    | Presente   |

## Ordine d'arrivo
| Pos | Paese               | Atleta                 | Tempo    |
| --- | ------------------- | ---------------------- | -------- |
|     | Grecia              | Athanasia Tsoumeleka   | 1h29'12" |
|     | Russia              | Olimpiada Ivanova      | 1h29'16" |
|     | Australia           | Jane Saville           | 1h29'25" |
| 4   | Bielorussia         | Ryta Turava            | 1h29'39" |
| 5   | Germania            | Melanie Seeger         | 1h29'52" |
| 6   | Italia              | Elisa Rigaudo          | 1h29'57" |
| 7   | Spagna              | María Vasco            | 1h30'06" |
| 8   | Cina                | Wang Liping            | 1h30'16" |
| 9   | Bielorussia         | Alena Gin'ko           | 1h30'22" |
| 10  | Grecia              | Athīna Papagiannī      | 1h30'37" |
| 11  | Italia              | Rossella Giordano      | 1h30'39" |
| 12  | Norvegia            | Kjersti Plätzer        | 1h30'49" |
| 13  | Russia              | Julija Voevodina       | 1h31'02" |
| 14  | Cina                | Song Hongjuan          | 1h31'27" |
| 15  | Bielorussia         | Valjancina Cybul'skaja | 1h31'49" |
| 16  | Germania            | Sabine Zimmer          | 1h31'59" |
| 17  | Russia              | Elena Nikolaeva        | 1h32'16" |
| 18  | Italia              | Elisabetta Perrone     | 1h32'21" |
| 19  | Lituania            | Kristina Saltanovič    | 1h32'22" |
| 20  | Portogallo          | Susana Feitor          | 1h32'47" |
| 21  | Polonia             | Sylwia Korzeniowska    | 1h33'06" |
| 22  | Slovacchia          | Zuzana Maliková        | 1h33'17" |
| 23  | Lituania            | Sonata Milušauskaitė   | 1h33'36" |
| 24  | Rep. Ceca           | Barbora Dibelková      | 1h33'37" |
| 25  | Portogallo          | Inês Henriques         | 1h33'53" |
| 26  | Portogallo          | Maribel Gonçalves      | 1h33'59" |
| 27  | Romania             | Norica Câmpean         | 1h34'30" |
| 28  | Kazakistan          | Svetlana Tolstaja      | 1h34'43" |
| 29  | Romania             | Ana Maria Groza        | 1h34'56" |
| 30  | Spagna              | Rocío Florido          | 1h35'32" |
| 31  | Grecia              | Christina Kokotou      | 1h35'43" |
| 32  | Cina                | Jiang Jing             | 1h35'56" |
| 33  | Turchia             | Yeliz Ay               | 1h36'02" |
| 34  | Messico             | Victoria Palacios      | 1h36'07" |
| 35  | Malaysia            | Yuan Yufang            | 1h36'34" |
| 36  | Australia           | Natalie Saville        | 1h36'54" |
| 37  | Romania             | Daniela Cîrlan         | 1h37'14" |
| 38  | Australia           | Cheryl Webb            | 1h37'40" |
| 39  | Svizzera            | Marie Polli            | 1h37'53" |
| 40  | Giappone            | Mayumi Kawasaki        | 1h37'56" |
| 41  | Bolivia             | Geovana Irusta         | 1h38'36" |
| 42  | Ucraina             | Vira Zozulja           | 1h38'45" |
| 43  | Stati Uniti         | Teresa Vaill           | 1h38'47" |
| 44  | Ungheria            | Edina Füsti            | 1h39'45" |
| 45  | Lettonia            | Anita Liepiņa          | 1h39'54" |
| 46  | Colombia            | Sandra Zapata          | 1h42'22" |
| 47  | Sudafrica           | Nicolene Cronje        | 1h42'37" |
| 48  | Brasile             | Alessandra Picagevicz  | 1h46'21" |
| 49  | Guatemala           | Teresita Collado       | 1h46'41" |
| 50  | Kazakistan          | Elena Kuznecova        | 1h49'08" |
| 51  | Mauritius           | Yolene Raffin          | 1h49'28" |
| 52  | São Tomé e Príncipe | Fumilay Fonseca        | 2h04'54" |
|     | Irlanda             | Olive Loughnane        | Rit.     |
|     | Messico             | Rosario Sánchez        | Rit.     |
|     | Bulgaria            | Nevena Mineva          | Rit.     |
|     | Spagna              | María Teresa Gargallo  | Squal.   |
|     | Corea del Sud       | Kim Mi-jung            | Squal.   |